# Beata zeteki
Beata zeteki är en spindelart som beskrevs av Arthur M. Chickering 1946. Beata zeteki ingår i släktet Beata och familjen hoppspindlar. Inga underarter finns listade.